# Aktion Pro Humanität
Aktion Pro Humanität ist eine humanitäre Hilfsorganisation. Sie ist in Deutschland als eingetragener Verein registriert und existiert seit dem Jahr 1995. Bereits 1993 wurden die ersten Projekte initiiert und durchgeführt, damals jedoch noch unter dem Dach der Hilfsorganisation Cap Anamur. Gegründet wurde die Aktion Pro Humanität von der Ärztin Elke Kleuren-Schryvers und ihrem im Jahr 2006 verstorbenen Mann Herbert Schryvers aus Kevelaer.
Zu den Einsatzgebieten zählen Benin und der Niger. Unter anderem werden der Bau von Brunnen und die medizinische Basisversorgung gefördert.
2002 wurde das Spendensiegel des Deutschen Zentralinstituts für soziale Fragen zuerkannt. Aktion Pro Humanität vergibt kein Geld an Regierungen.

## Stiftung
Im Jahr 2001 wurde die Stiftung APH ins Leben gerufen, in deren Kuratorium neben Unternehmern und Stiftern auch medizinische Fachkapazitäten, sowie Personen des öffentlichen Lebens wie z. B. Barbara Hendricks und der ehemalige Finanzminister des Landes NRW, Helmut Linssen, vertreten sind.